# Harmonic Brass
Harmonic Brass ist ein deutsches Blechbläserquintett. Es wird in Form einer GbR betrieben. Geschäftsführer sind Andreas Binder und Hans Zellner.

## Geschichte
Harmonic Brass wurde 1991 gegründet. Um den Lebensunterhalt zu sichern, spielten die Musiker noch in anderen Berufsorchestern oder unterrichten. Im Jahre 1997 entschieden sich die Musiker, die allesamt eine  Hochschulausbildung und Orchester–Engagements hinter sich hatten, exklusiv als Kammermusik-Ensemble tätig zu sein.
Das Ensemble bietet Bläsermusik verschiedener Epochen und Stilrichtungen dar. Zum Repertoire gehören klassische Werke und selbst geschriebene Arrangements und Kompositionen und moderne Stücke aus aller Welt. Zusätzlich werden humorvolle Zwischenmoderationen geboten.
Harmonic Brass bestritten Tourneen in ganz Europa, Japan, Südkorea, Nord- und Südamerika, dem Nahen Osten und Südafrika, unter anderem im Auftrag des Goethe-Instituts.
Bis 2021 haben Harmonic Brass 39 CDs beim Musikverlag „Brass Works Munich“ veröffentlicht. Hier bieten sie auch ihre Harmonic Brass Series an, Arrangements und Kompositionen für Blechbläser-Quintett, Posaunenchöre und Brass-Ensembles in verschiedenen Besetzungen. Außerdem sind die Musiker Dozenten bei Workshops und Meisterkursen für Blechbläser.
Seit 2012 betreuen die Musiker in Zusammenarbeit mit den Universitäten von Bloemfontein und Stellenbosch das Brass Project South Africa. Sozial benachteiligte Kinder und Jugendliche in Südafrika werden hierbei mit Blechblasinstrumenten versorgt.

## Besetzung
- Hans Zellner, Trompete (seit 1997)
- Elisabeth Fessler, Trompete (seit 2014)
- Andreas Binder, Horn (seit 1992)
- Alexander Steixner, Posaune (seit 2018)
- Karl-Wilhelm Hultsch, Tuba (seit 2020)

## Frühere Mitglieder
- Bernhard Weiß, Posaune (1991)
- Sigrid Kroll, Horn (1991)
- Karl Reissig, Trompete (1991–1993)[2]
- Jürgen Gröblehner, Trompete (1991–2008)[3]
- Manfred Häberlein, Tuba (1991–2020)
- Gerd Fischer, Trompete (1993–1997)[2]
- Hannes Mück, Posaune (1993–2000)[2]
- Brett Favell, Posaune (2000–2002)[4]
- Otto Hornek, Posaune (2002–2004)
- Thomas Lux, Posaune (2004–2018)
- Gergely Lukács, Trompete (2009–2014)